# Empire Award du meilleur film d'horreur
Les Empire Awards du meilleur film d'horreur (Empire Award for Best Horror) sont des prix qui sont décernés chaque année depuis 2006 par le magazine de cinéma britannique Empire.
Les récompenses sont votées par les lecteurs du magazine, concernant les films sortis l'année précédant celle de la cérémonie.

## Palmarès

### Années 2000
- 2006 : The Descent
  - Le Territoire des morts (Land of the Dead)
  - La Porte des secrets (The Skeleton Key)
  - Wolf Creek
- 2007 : Hostel
  - The Host
  - La colline a des yeux (The Hills have Eyes)
  - Massacre à la tronçonneuse : Le Commencement (The Texas Chainsaw Massacre: The Beginning)
- 2008 : 28 semaines plus tard (28 Weeks Later)
  - Chambre 1408 (1408)
  - 30 jours de nuit (30 Days of Night)
  - Boulevard de la mort (Death Proof)
  - Saw IV
- 2009 : Eden Lake
  - The Mist (Stephen King's The Mist)
  - L'Orphelinat (El Orfanato)
  - The Strangers
  - Sweeney Todd : Le Diabolique Barbier de Fleet Street (Sweeney Todd: The Demon Barber of Fleet Street)

### Années 2010
- 2010 : Morse (Låt den rätte komma in)
  - Bienvenue à Zombieland (Zombieland)
  - Jusqu'en enfer (Drag Me to Hell)
  - Paranormal Activity
  - Thirst, ceci est mon sang (박쥐)
- 2011 : Le Dernier Exorcisme (The Last Exorcism)
  - Freddy : Les Griffes de la nuit (A Nightmare on Elm Street)
  - Laisse-moi entrer (Let Me In)
  - Paranormal Activity 2
  - The Crazies
- 2012 : Kill List
  - Attack the Block
  - Insidious
  - Paranormal Activity 3
  - The Troll Hunter (Trolljegeren)
- 2013 : La Dame en noir (The Woman in Black)
  - Sightseers
  - Sinister
  - Dark Shadows
  - La Cabane dans les bois (Cabin In The Woods)
- 2014 : Conjuring : Les Dossiers Warren (The Conjuring)
  - English Revolution (A Field In England)
  - Evil Dead
  - World War Z
  - You're Next
- 2015 : Mister Babadook (The Babadook)
  - The Guest
  - The Mirror (Oculus)
  - Annabelle
  - Under the Skin
- 2016 : Le Sanctuaire (The Hallow)
  - Crimson Peak
  - Insidious : Chapitre 3 (Insidious: Chapter 3)
  - It Follows
  - Krampus
- 2017 : The Witch
  - Under the Shadow
  - Green Room
  - Conjuring 2 : Le Cas Enfield
  - Don't Breathe : La Maison des ténèbres
- 2018 : Get Out
  - mother!
  - The Jane Doe Identity
  - Ça
  - Split